# Pražský studentský summit
Pražský studentský summit (PSS) je vzdělávací projekt pro studenty středních i vysokých škol.

## Vznik Pražského studentského summitu
Aktivity simulující jednání mezinárodní organizace v České republice započaly v roce 1995. Ty se průběhem času přeměnily na Pražský model OSN a ten byl v roce 2006 transformován na Pražský studentský summit.

## Náplň Pražského studentského summitu
Prostřednictvím simulace jednání vrcholných institucí mezinárodních organizací mají účastníci možnost rozšiřovat si znalosti v oblasti mezinárodního dění, lidských práv, ekonomie, kulturního dědictví či životního prostředí a zároveň prohlubovat rétorické, prezentační a argumentační dovednosti. Pražský studentský summit dává účastníkům unikátní možnost nahlédnout do světa diplomacie a mezinárodních vztahů. Projekt, který se hlásí k myšlence neformálního vzdělávání, klade důraz na rozvoj osobnosti svých účastníků a doplňuje tak výuku na českých školách.
V současnosti nabízí projekt simulaci hned 4 klíčových mezinárodních organizací: OSN, NATO, Evropské unie a od roku 2022 také G20. Účastníci v jednotlivých modelech hájí zájmy států, které zastupují, a vystupují tak, jak by jednali skuteční zástupci daných států. V rámci agendy jednotlivých orgánů řeší delegáti aktuální problémy, s nimiž se mezinárodní společenství v dané oblasti potýká.
Organizační tým, který každoročně PSS připravuje, se skládá z více než 60 vysokoškolských studentů, vybraných většinou z řad bývalých účastníků. Pořadatelem projektu je Asociace pro mezinárodní otázky, nevládní nezisková organizace založená v roce 1997 za účelem výzkumu a vzdělávání v oblasti mezinárodních vztahů. Mezi hlavní partnery projektu patří Ministerstvo zahraničních věcí ČR, Ministerstvo školství, mládeže a tělovýchovy, Vysoká škola ekonomická či Velvyslanectví Spojených států amerických v Praze.
V minulosti převzali nad projektem záštitu osobnosti jako Václav Havel, Karel Schwarzenberg, Petr Pithart nebo Madeleine Albrightová.

## Průběh projektu
Ročník Pražského studentského summitu se dělí na dvě hlavní části – přípravnou část a závěrečnou konferenci.
Pět přípravných setkání se koná v průběhu akademického roku na půdě Právnické fakulty Univerzity Karlovy. Jejich účelem je účastníky nejen připravit na závěrečnou konferenci, ale především rozvíjet jejich odborné znalosti a soft skills. Delegáti se zde vžívají do rolí diplomatů, učí se diskutovat, zaujímat postoje a formulovat stanoviska, pro která se snaží získat podporu svých vrstevníků. Nedílnou součástí těchto přípravných setkání jsou odborné přednášky, panelové diskuze se zajímavými hosty a interaktivní činnosti rozvíjející schopnosti a dovednosti studentů.

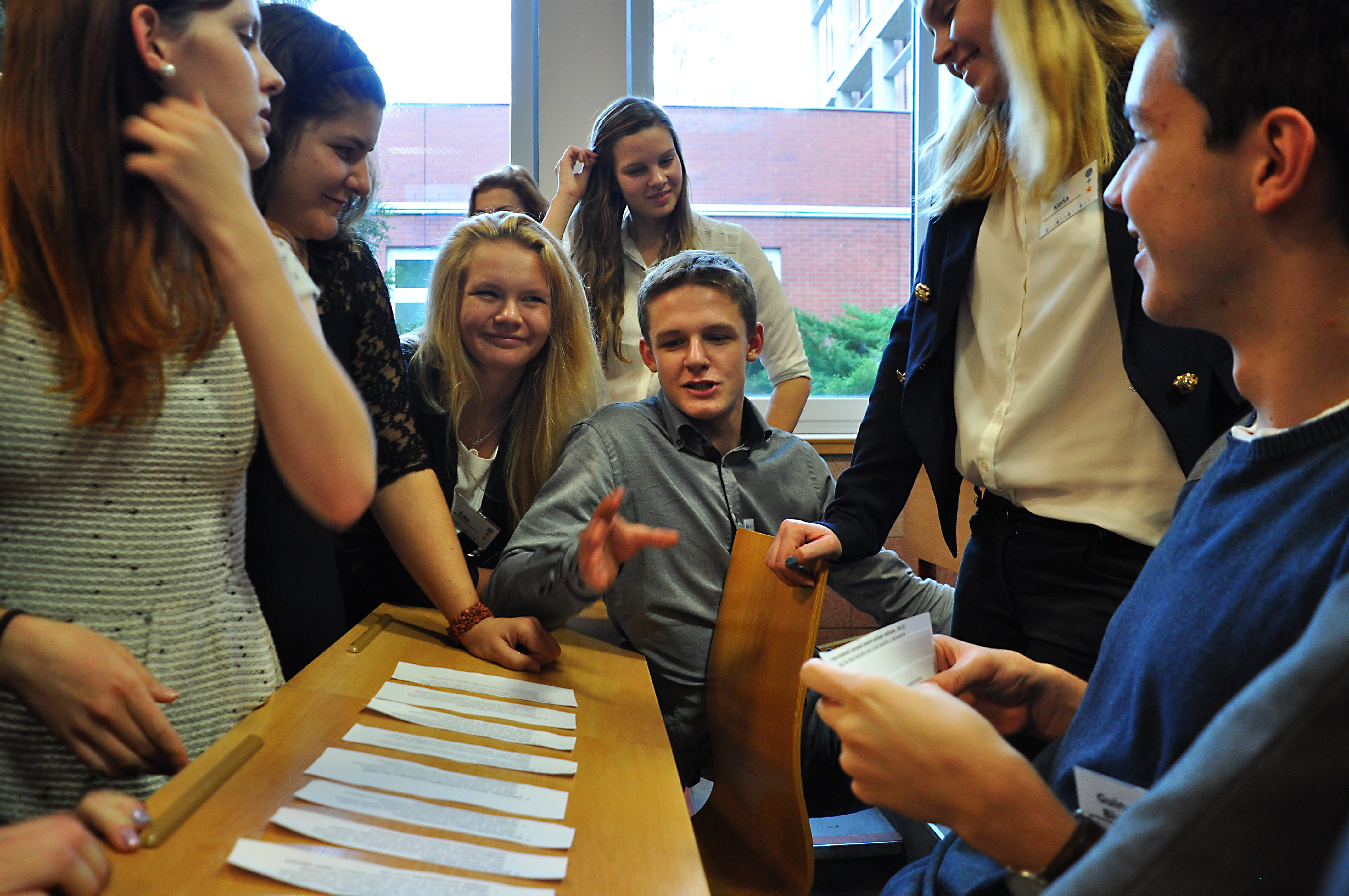
Účastníci XXI. ročníku.

Závěrečná slavnostní konference probíhá tradičně na jaře. Dějištěm zahájení, kterého se účastní také hosté z řad partnerů projektu, diplomatů, politiků a zástupců médií, byla v minulých letech např. Míčovna Pražského hradu, Černínský palác, Hotel Ambassador nebo Hotel Hilton Prague. Samotná jednání pak probíhají již tradičně v Kongresovém centru Praha. Studenti zde mají jedinečnou příležitost se setkat s hosty jako Petr Pavel, Michal Horáček, Erik Tabery a s mnoha dalšími, kteří na Pražský studentský summit již zavítali.
Krom jiného je projekt obohacen o celou řadu doprovodných akcí, které se konají v průběhu celého ročníku. V minulosti se studenti například účastnili recepcí v Rezidenci primátora hlavního města Prahy nebo cestovali do Bruselu, Vídně, Ženevy či Štrasburku na prohlídky skutečných sídel simulovaných organizací. Před zahájením samotné konference mají také účastníci možnost navštívit ambasády států, které na projektu reprezentují.
Od XXII. ročníku PSS organizuje nový projekt, který nese příznačný název „Pražský studentský summit přijíždí do regionů“. Cílem je přiblížit činnost Rady bezpečnosti OSN studentům 8. a 9. tříd základních škol v jednotlivých regionech. V roce 2022 bylo taktéž regionální zasedání realizováno v Bratislavě.

## Cíle projektu

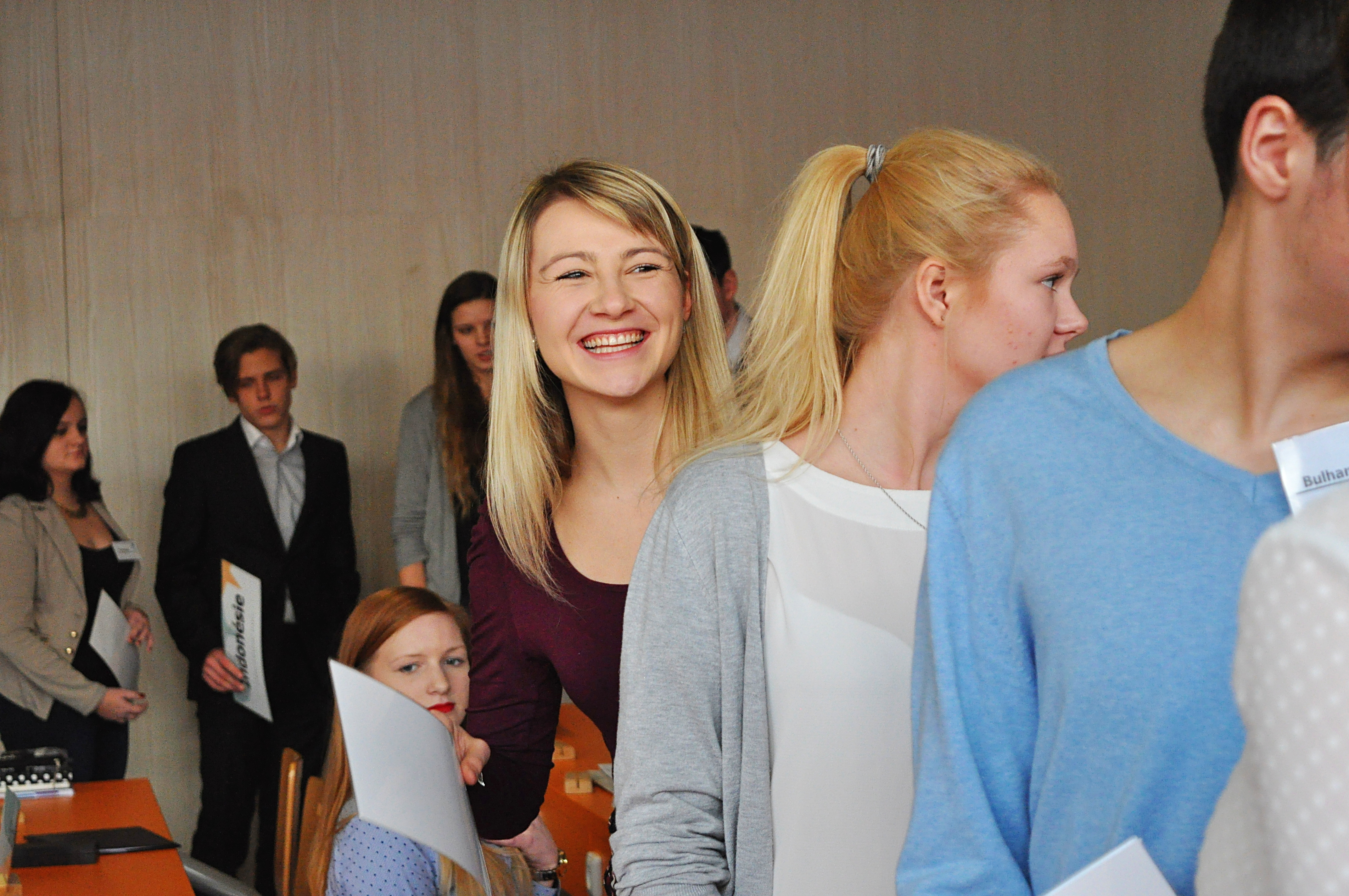
Účastníci XXI. ročníku.

Základním cílem projektu je rozvinout znalosti, dovednosti a schopnosti jeho účastníků, a to nejen studentů středních a vysokých škol, kteří na projektu vystupují v roli diplomatů, ale i členů přípravného týmu PSS. Účastník projektu si odnáší nové poznatky, vybrousí soft-skills a modeluje své kritické a analytické myšlení. Projekt je otevřen všem uchazečům bez ohledu na to, jaké jsou jejich zájmy a profesní plány, jelikož se zaměřuje na rozšiřování kompetencí, jež naleznou uplatnění v běžném životě i v jakémkoli odvětví lidské činnosti.

## Pilíře Pražského studentského summitu

### Model Organizace spojených národů

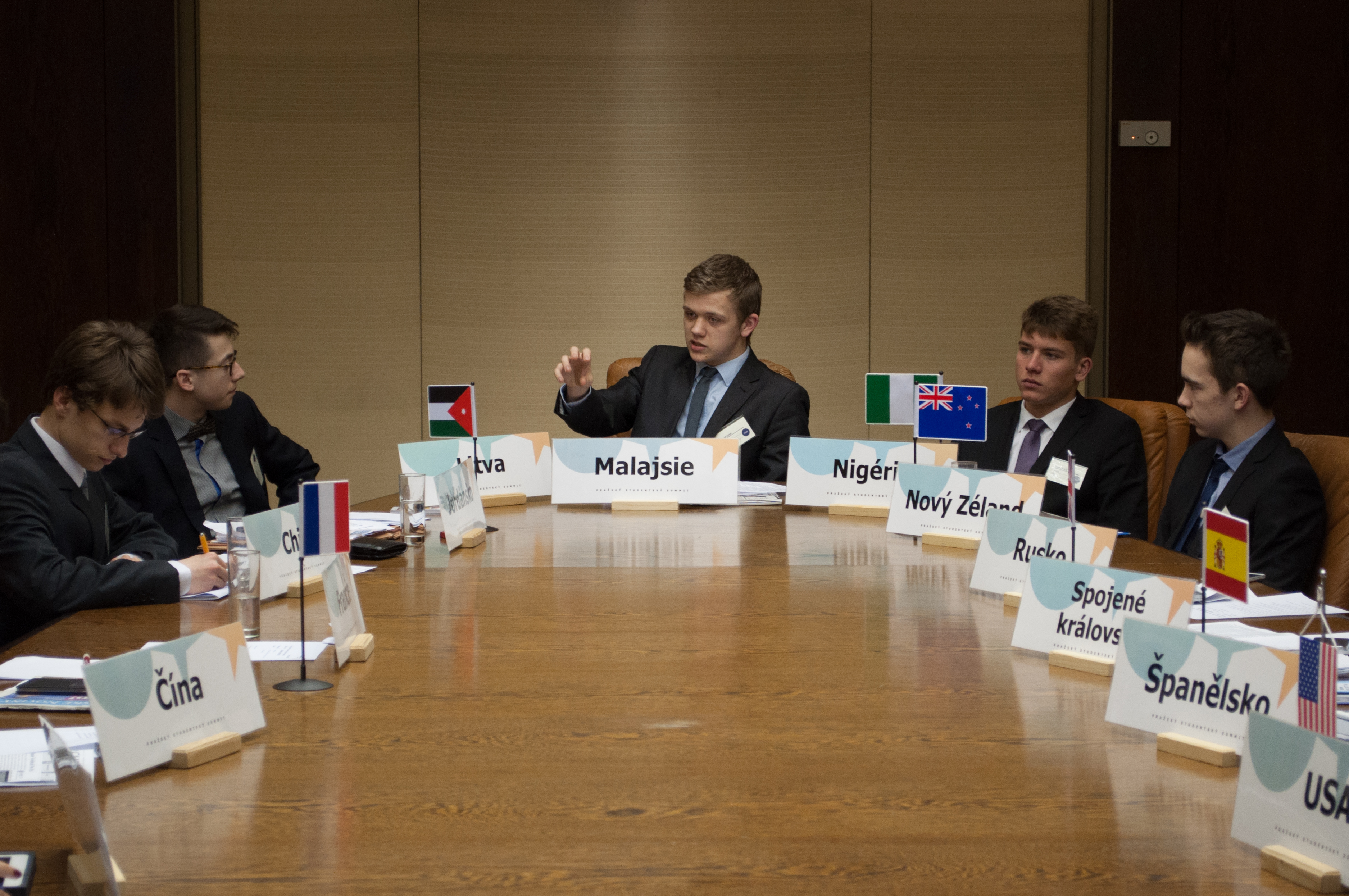
Model OSN

Model OSN je projektem s dlouholetou tradicí. Více než 300 studentů středních škol zastupuje členské státy OSN v jejích strukturách v delegacích po třech až pšti členech. Kromě znalostí a dovedností, které jim přináší, seznamuje Model OSN studenty také se základními myšlenkami a cíli největší globální organizace, tedy např. se snahou řešit konflikty diplomatickou cestou a úsilím o spravedlivý mezinárodní řád.
Model OSN nabízí studentům možnost poznat svět diplomacie prostřednictvím simulovaného jednání šesti orgánů: Rada bezpečnosti OSN (UNSC), Světová zdravotnická organizace (WHO), Program OSN pro životní prostředí (UNEP), Sociální, kulturní a humanitární výbor Valného shromáždění OSN (SOCHUM), Mezinárodní organizace práce (ILO) a Úřad OSN pro drogy a kriminalitu (UNODC).

### Model Severoatlantické aliance
Model NATO simuluje jednání nejvyššího orgánu Aliance, Severoatlantické rady. Je rovněž určen středoškolákům, avšak jeho jednání jsou vedena výhradně v angličtině. Tato skutečnost dává vzdělávacím aktivitám další rozměr a zároveň představuje pro účastníky výzvu, díky níž si mohou své jazykové znalosti rozšířit. Studenti se v rolích diplomatů členských států NATO zabývají klíčovými bezpečnostními otázkami a postavením Severoatlantické aliance ve světě.

### Model G20
Model G20 se poprvé objevil na XXVIII. ročníku v roce 2022. Je určen pro studenty středních škol, kteří vždy ve dvojici zastupují jeden z dvaceti ekonomicky nejsilnějších států. Unikátnost modelu G20 tkví v tom, že dává delegátům možnost zabývat se širokým spektrem aktuálních témat — a díky své unikátní struktuře i možnost projednávané problematiky prozkoumat z více úhlů a do větší hloubky. 

### Model Evropské unie
Model EU je určen studentům vysokých škol, kteří v roli ministrů členských států Unie simulují zasedání v její klíčové instituci, Radě EU. Model EU se snaží delegátům fungování Rady EU věrně přiblížit aktuálními tématy, která tvoří agendu jejich jednání. Součástí programu jsou kromě samotných jednání také panelové diskuze či semináře s předními českými i zahraničními odborníky na daná témata a s diplomaty a politiky, kteří se zabývají prostředím Evropské unie.

## Oficiální noviny projektu
Oficiální noviny Pražského studentského summitu Chronicle vychází každoročně se zahájením přijímacího řízení, další čísla jsou k dispozici na každém přípravném setkání a během konferenčních dnů.
Chronicle účastníkům přináší nejen podrobné zpravodajství o činnosti jednotlivých Modelů a orgánů, organizační informace a informace o doprovodných akcích, ale i rozhovory s významnými osobnostmi. Prostřednictvím odborných rubrik poskytují noviny účastníkům vhled do politiky, práva, ekonomie či aktuálního dění na poli mezinárodních vztahů.
Redakci Chronicle tvoří převážně členové přípravného týmu projektu, ale prostor v něm je určen i účastníkům.

## O pořadateli
Projekt je připravován studenty pro studenty, kdy se organizátory stávají zpravidla bývalí účastníci. Tento výjimečný prvek zajišťuje zachování kontinuity i neustálý přísun nových nápadů a přístupů.
Pořadatelem projektu je nevládní nezisková organizace Asociace pro mezinárodní otázky, který byla založena v roce 1997 za účelem výzkumu a vzdělávání v oblasti mezinárodních vztahů. Tento přední český think-tank není spjat s žádnou politickou stranou ani ideologií. AMO poskytuje prostor k rozvoji vzdělanosti, porozumění a tolerance mezi lidmi a kulturami a zprostředkovává dialog mezi zástupci široké veřejnosti, akademické sféry, občanského sektoru, politiky a byznysu. Svou činností dlouhodobě podporuje aktivní přístup občanů České republiky k zahraniční politice a poskytuje informace potřebné pro utváření vlastního názoru na dění doma i ve světě.